# Hibiki : Shōsetsuka ni naru hōhō
Hibiki : Shōsetsuka ni naru hōhō (響 小説家になる方法) est un seinen manga de Mitsuharu Yanamoto, prépublié dans le magazine Big Comic Superior entre août 2014 et octobre 2019 et publié par l'éditeur Shōgakukan en un total de 13 volumes reliés.
Une adaptation cinématographique en prise de vues réelles sort le 14 septembre 2018 au Japon.
Le manga remporte le Grand prix du manga en 2017 et le Prix Shōgakukan dans la catégorie générale en 2019.

## Synopsis
L'équipe d'un magazine littéraire s'inquiète du mauvais état de l'industrie du livre. Un manuscrit écrit à la main est envoyé à leur concours pour les nouveaux arrivants. Comme le concours n'accepte que les soumissions par Internet, le manuscrit est censé être jeté, mais il attire l'attention d'un éditeur du nom de Hanai. Le manuscrit porte le nom de Hibiki Akui, mais n'a pas d'adresse de contact. Pendant ce temps, une jeune fille excentrique nommée Hibiki entre au lycée et décide de rejoindre le club de littérature de l'école.

## Manga
Hibiki : Shōsetsuka ni naru hōhō, scénarisé et dessiné par Mitsuharu Yanamoto, est prépublié dans le magazine de type seinen Big Comic Superior entre le 22 août 2014 et le 11 octobre 2019,, et au format tankōbon par Shōgakukan en un total de 13 volumes sortis entre le 27 février 2015 et le 29 novembre 2019,.
Le manga est édité en Indonésie par M&C! (en) avec un premier volume sorti le 7 août 2019.

### Liste des volumes
| no | Japonais         | Japonais          |
| no | Date de sortie   | ISBN              |
| -- | ---------------- | ----------------- |
| 1  | 27 février 2015  | 978-4-09-186769-8 |
| 2  | 30 juillet 2015  | 978-4-09-187148-0 |
| 3  | 28 décembre 2015 | 978-4-09-187368-2 |
| 4  | 30 juin 2016     | 978-4-09-187646-1 |
| 5  | 30 novembre 2016 | 978-4-09-189244-7 |
| 6  | 12 avril 2017    | 978-4-09-189490-8 |
| 7  | 10 août 2017     | 978-4-09-189620-9 |
| 8  | 27 décembre 2017 | 978-4-09-189707-7 |
| 9  | 27 avril 2018    | 978-4-09-189864-7 |
| 10 | 30 août 2018     | 978-4-09-860067-0 |
| 11 | 30 janvier 2019  | 978-4-09-860209-4 |
| 12 | 28 juin 2019     | 978-4-09-860323-7 |
| 13 | 29 novembre 2019 | 978-4-09-860448-7 |

### Adaptation cinématographique
Une adaptation cinématographique en prise de vues réelles est annoncée fin 2017. Le film est réalisé par Shō Tsukikawa sur un scénario de Masafumi Nishida avec Yurina Hirate (en) (membre de Sakurazaka46) dans le rôle d'Hibiki Akui, Shun Oguri dans celui de Shunpei Yamamoto, Keiko Kitagawa dans celui de Fumi Hanai et Ayaka Wilson dans celui de Rika Sobue,. Le film sort au Japon le 14 septembre 2018.

## Accueil
En octobre 2019, plus de 2,3 millions d'exemplaires du mangas étaient en circulation.
Le manga se classe 12e du guide 2016 Kono Manga ga sugoi! de Takarajimasha pour les lecteurs masculins. En 2017, le manga remporte le 10e Grand prix du manga,. En 2019, le manga remporte le 64e Prix Shōgakukan dans la catégorie générale aux côtés de Kenkō de Bunkateki na Saitei Gendo no Seikatsu (en).